# ديشمبية
الديشمبية (الاسم العلمي: Deschampsia) أو حشيشة الشعر (بالإنجليزية: hair grass)‏ هي جنس من النباتات يتبع فصيلة النجيلية من الرتبة القبئيات.